# قائمة ملاعب الدوري الكندي الممتاز لكرة القدم
الدوري الكندي الممتاز هو دوري كرة القدم الكندي المستوى الأول. يتكون الدوري من سبعة فرق في سبعة ملاعب لموسم الافتتاح 2019. تستخدم بشكل أساسي ملاعب متعددة الأغراض، يتم مشاركتها مع مزيج من فرق اتحاد كرة القدم والرغبي الكندية.

## جدول الملاعب
| الصورة | الإسم              | المضيف                 | الموقع         | أول موسم | السعة       | إنشاء | إحداثيات                                               | مصادر             |
| --- | ------------------ | ---------------------- | -------------- | -------- | ----------- | ----- | ------------------------------------------------------ | ----------------- |
| | ملعب كلارك         | نادي إدمونتون          | إدمونتون       | 2019     | 5,100       | 1938  | 53°33′26″N 113°28′42″W / 53.55722°N 113.47833°W        | [ 1 ] [ 2 ]       |
| | ملعب انفيستور قروب | نادي فالور             | وينيبيغ        | 2019     | 33,234      | 2013  | 49°48′28″N 97°8′35″W / 49.80778°N 97.14306°W           | [ 3 ] [ 4 ]       |
| | ملعب أتكو فيلد     | نادي كافالري           | فوتهيلز كانتري | 2019     | 6,000       | 1976  | 50°53′06″N 114°06′02″W / 50.88500°N 114.10056°W        | [ 5 ] [ 6 ] [ 7 ] |
| | ملعب تيم هورتونز   | نادي فورجي             | هاميلتون       | 2019     | 10,016      | 2014  | 43°15′9.26″N 79°49′48.89″W / 43.2525722°N 79.8302472°W | [ 8 ] [ 9 ]       |
| | ملعب واندرورز      | نادي هاليفاكس واندرورز | هاليفاكس       | 2019     | 5,000–7,000 | 2018  | 44°38′40″N 63°35′01″W / 44.6444°N 63.5836°W            | [ 10 ] [ 11 ]     |
| | ملعب ويستهيلز      | نادي باسفيك            | لانغفورد       | 2019     | 7,500       | 2009  | 48°26′35″N 123°31′10″W / 48.44306°N 123.51944°W        | [ 12 ] [ 13 ]     |
| | ملعب يورك لاينز    | نادي يورك ناين         | تورونتو        | 2019     | 8,000       | 2015  | 43°46′29″N 79°30′24″W / 43.77467°N 79.50677°W          | [ 14 ] [ 15 ]     |
| | ملعب تي دي بلايس   | أتلتيكو أوتاوا         | أوتاوا         | 2020     | 24,000      | 1908  | 45°23′53.44″N 75°41′1.14″W / 45.3981778°N 75.6836500°W |                   |
| هاميلتون فوتهيلز كانتري لانغفورد هاليفاكس تورونتو وينيبيغ إدمونتونقائمة ملاعب الدوري الكندي الممتاز لكرة القدم (Canada) |                    |                        |                |          |             |       |                                                        |                   |